# Islas Moscos
Islas Moscos es una cadena de islas en el Mar de Andamán, al lado de la costa norte de la Región de Tanintharyi, en la zona sur de Birmania. Esta cadena de 70 kilómetros de islas se encuentra en promedio a unos 15 km de la costa. El área total combinada de tierra seca en las Islas Moscos es de 49,19 km².
Las islas están deshabitadas, pero los pescadores de los lugares cercanos costeros permanecen en asentamientos temporales en algunas islas durante la estación seca.

## Islas
- Moscos del Norte
  - Islas Heinze
  - Grupo Bok Ye-gan
- Moscos del Medio (Islas Maungmagan)
- Moscos del Sur (Islas Launglon Bok)